# Jean-Baptiste d'Huez
Jean-Baptiste d'Huez fue un escultor francés del siglo XVIII, nacido en Arrás el 11 de marzo de 1729 y fallecido en París el 27 de octubre de 1793, a los 64 años.

## Datos biográficos
Alumno de Jean-Baptiste Lemoyne, d'Huez obtuvo el primer Premio escultura en 1753 con David livre aux Gabaonites les enfants de Saûl.
Se incorporó a la Académie royale de peinture et de sculpture el 30 de enero de 1763, presentando una estatua del martirio de San Andrés, que se conserva en el Louvre.
Fue profesor de escultura.